# 천년학
"천년학(千年鶴)"은 2007년에 개봉한 대한민국의 영화 작품이다. 임권택의 백 번째 작품으로 유명하다. 이청준의 단편 '선학동 나그네'가 원작이며, 1993년에 크게 흥행했던 "서편제"의 후속편 격이다.

## 줄거리
실패한 소리꾼 유봉은 송화와 동호에게 소리를 가르치며 여러 곳을 떠돈다. 피가 섞이지 않은 남매로 자란 송화와 동호는 자라면서 서로에 대해 애틋한 마음을 갖게 된다. 어느날 동호는 가난한 소리꾼 생활에 대한 불만을 털어놓다가 유봉과 다투고 집을 나와버리고, 혼자 남은 송화는 유봉이 부자를 넣어 달인 한약을 먹고 눈이 멀어버린다. 동호는 유랑극단에서 북을 치면서도 송화를 찾아 헤매는데... 그러나 서로를 절절하게 그리워하는 두 사람의 인연은 자꾸만 빗겨간다.

## 출연진
- 조재현 - 동호 역
- 오정해 - 송화 역
- 임진택 - 유봉 역
- 오승은 - 단심 역
- 류승룡 - 용택 역

## 기타
- 깊은 한을 간직한 여주인공 송화 역을 맡은 오정해는 낭트 국제 영화제에서 여우주연상을 수상했다[1].
- 평론가들의 호평에도 불구하고 흥행 성적은 좋지 못했다[2].
- 유랑극단 소속 소리꾼으로 나온 오승은은 대역이나 더빙 없이 직접 판소리를 불렀다[3].
- 유봉 역에는 본래 "서편제"에서 유봉 역을 맡았던 김명곤이 캐스팅되었으나, 대한민국 문화관광부 장관으로 입각하면서 출연이 무산되었다[4].
- 조재현 (동호 역)은 해당 영화 연출자 임권택 감독의 전 연출작 장군의 아들 하야시 역 오디션을 봤으나[5] 낙방의 아픔을[6] 겪었고 차인표가 장군의 아들 오디션에 응시했지만 영화사 주소를 잘못 써서 탈락했으며[7] 이 같은 억울함을 만회하기 위해 차인표는 해당 영화 기념 행사 진행을 맡았다.

## 같이 보기
- 판소리
- 서편제

## 참고 자료
- 이성욱 (2007년 4월 11일). “아름다워 슬픈 영화 <천년학>”. 씨네21. 2016년 3월 4일에 원본 문서에서 보존된 문서. 2008년 2월 15일에 확인함.